# 11. People’s Choice Awards-gála
Az 11. People’s Choice Awards-gála az 1984-es év legjobb filmes, televíziós és zenés alakításait értékelte. A díjátadót 1985. március 12-én tartották, a műsor házigazdája John Forsythe volt. A ceremóniát a CBS televízióadó közvetítette.

## Győztesek és jelöltek
Forrás:

### Film
| Az év filmje            | Az év filmje          |
| ----------------------- | --------------------- |
| Beverly Hills-i zsaru   |                       |
| Az év férfi filmsztárja | Az év női filmsztárja |
| Clint Eastwood          | Meryl Streep          |

### Televízió
| Az év férfi tévés sztárja            | Az év női tévés sztárja             |
| ------------------------------------ | ----------------------------------- |
| Tom Selleck                          | - Joan Collins - Linda Evans        |
| Az év visszatérő férfi tévés sztárja | Az év visszatérő női tévés sztárja  |
| - Eddie Murphy - Tom Selleck         | Barbara Mandrell                    |
| Az év vígjátéka                      | Az év drámaműsora                   |
| The Cosby Show                       | Dinasztia                           |
| Az év új vígjátéka                   | Az év új drámaműsora                |
| The Cosby Show                       | Miami Vice                          |
| Az év gyerekműsora                   | Az év ifjú tévés sztárja            |
| Szezám utca                          | Emmanuel Lewis                      |
| Az év férfi előadója új tévéműsorban | Az év női előadója új tévéműsorban  |
| Bill Cosby                           | - Phylicia Rashad - Angela Lansbury |
| Az év mulattatója                    |                                     |
| Bob Hope                             |                                     |

### Zene
| Az év dala             | Az év dala            |
| ---------------------- | --------------------- |
| Prince - "Purple Rain" |                       |
| Az év női előadója     | Az év countryelőadója |
| Barbara Mandrell       | Kenny Rogers          |

## Fordítás
- Ez a szócikk részben vagy egészben  a(z)   11th People's Choice Awards című angol Wikipédia-szócikk fordításán alapul.  Az eredeti cikk szerkesztőit annak laptörténete sorolja fel. Ez a jelzés csupán a megfogalmazás eredetét és a szerzői jogokat jelzi, nem szolgál a cikkben szereplő információk forrásmegjelöléseként.